# Рикалдоне
Рикалдо̀не (на италиански: Ricaldone; на пиемонтски: Ricaldòn, Рикалдон) е село и община в Северна Италия, провинция Алесандрия, регион Пиемонт. Разположено е на 285 m надморска височина. Населението на общината е 685 души (към 2010 г.).